# 上海市崇明区城桥中学
上海市崇明区城桥中学是中華人民共和國上海市崇明區一所公辦區實驗性示範性高中，成立於1978年，成立之初為完全中學，後僅招收高中學生。2005年起，城桥中学的中考錄取分數線為上海市高中的最低水平。2021年學校被評為上海市特色普通高中。